# Uraganul Irene (2011)

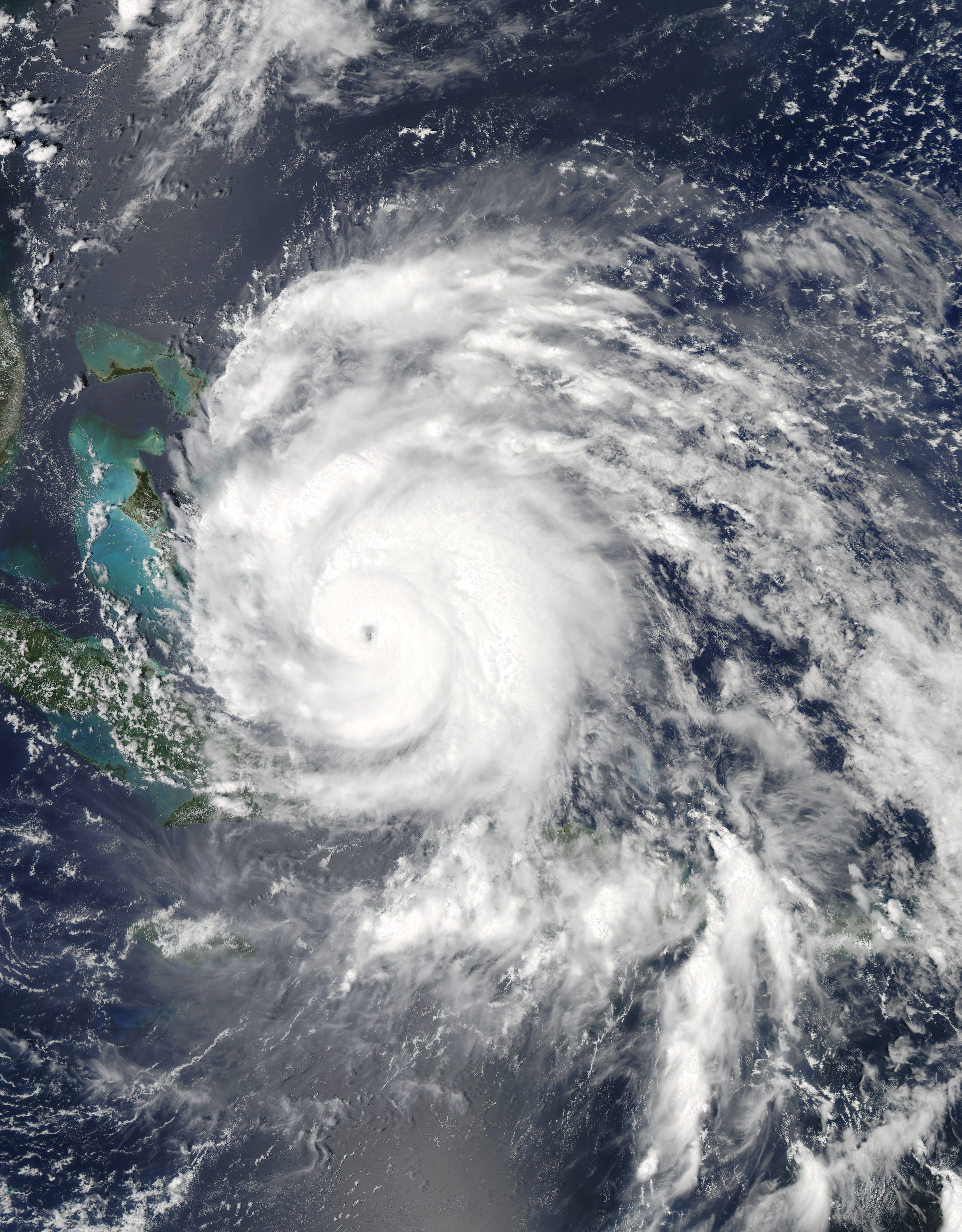
Uraganul de gradul III, Irene (24 august 2011)

Uraganul Irene a fost un ciclon tropical activ în Atlanticul de Nord, reprezentând o amenințare iminentă asupra insulelor Turks și Caicos, Hispaniola, Bahamas și asupra coastei estice a Statelor Unite ale Americii, mai ales între Carolina de Sud și Noua Anglie. Este al nouălea ciclon al anului 2011 și primul care atinge categoria de uragan. S-a dezvoltat dintr-o zonă de presiune scăzută în apropierea insulelor Barlovento. Pe 21 august, uraganul Irene a trecut în apropierea insulelor Saint Croix, urmând apoi a atinge insula Puerto Rico, manifestându-se prin vânt puternic și cauzând pagube moderate. Pe 24 august, după ce traversează insulele Bahamas și insulele Turks și Caicos, în apropierea insulei Acklins se transformă în primul uragan de intensitate mare al sezonului (categoria 3). Se așteaptă să atingă Carolina de Sud cu aceeași intensitate.Au murit 41 de persoane,iar pagubele au fost de 10,1 miliarde de dolari.